# Герб Гернсі
Герб Гернсі (англ. Coat of arms of Guernsey) — один з державних символів британського коронного володіння Гернсі.
Герб Гернсі є червоним щитом, на якому зображені три британські леви. Нагорі герба по центру зображений золотий паросток. Одночасно нагадує герби Нормандії, Англії та Джерсі.